# Pablo Escaleras
Pablo Escaleras es una localidad del estado mexicano de Aguascalientes. Es parte del municipio de Rincón de Romos.

## Demografía
| Gráfica de evolución demográfica |
|                                  |

| Censo | Población |
| ----- | --------- |
| 1900  | 38        |
| 1910  | 135       |
| 1921  | 160       |
| 1930  | 200       |
| 1940  | 213       |
| 1950  | 414       |
| 1960  | 744       |
| 1970  | 893       |
| 1980  | 776       |
| 1990  | 2 129     |
| 2000  | 2 682     |
| 2010  | 2 790     |
| 2020  | 3 415     |